# Kapverdisches Kreol
Das kapverdische Kreol (mitunter auch Kabuverdianu; port.: Crioulo cabo-verdiano) ist eine Kreolsprache auf portugiesischer Grundlage. Es zeigt von Insel zu Insel sehr deutliche Unterschiede und lässt sich, der Geographie folgend, in zwei Gruppen aufteilen:
1. Sotavento-Kreolisch: Wird auf den Inseln Santiago, Fogo, Maio und Brava gesprochen. Das Kreolisch von Santiago und die Sprecher dieses Dialekts werden als Badiu (oder Badio) bezeichnet.
2. Barlavento-Kreol: gesprochen auf São Vicente (genannt auch Criol de Soncente), São Nicolau, Sal, Boa Vista und Santo Antão.

Für Kreoldialekte außerhalb Santiagos und deren Sprecher hat sich der Begriff Sampadjudu eingebürgert.

## Kreol von São Vicente
Hier einige Beispiele zum kapverdischen Kreol von der Insel São Vicente. Die portugiesische Vorlage und wie man den Satz in Portugal sagen würde sind in Klammern dahinter angegeben.

### Gegenwart und Vergangenheit
- M’ tâ lê. („Mim estar ler“ / Eu leio.) Ich lese. (Die Gegenwart wird mit dem Hilfsverb ' ta ' (port. 'estar') eingeleitet.)
- Nô tâ bá’ pâ már. („Nós estar vai para mar“ / Nós vamos para o mar.) Wir gehen ans Meer.
- M’ screvê úm lívr’. („Mim escrever um livro“ / Eu escrevi um livro.) Ich habe ein Buch geschrieben. (Die meisten Verben sind in ihrer Grundform in der Vergangenheit.)

### Imperativ
- Bá’ pâ cása! (Vai para casa!) Geh nach Hause! (Aussprache casa: [ka:se])
- Pô impê! („Pôr em pé“ / Põe-te em pé!) Stell dich aufrecht!
- Pará! (Para!) Hör auf!
- D’xá-m’ quêt’! („Deixar mim quieto“ / Deixa-me quieto!) Lass mich in Ruhe!
- D’xá-m’ s’segód’! („Deixar mim sossegado“ / Deixa-me sossegado!) Lass mich in Ruhe!

### Fragen
- Bô crê bibê úm côsa? („Vós querer beber um coisa“ / Tu queres beber alguma coisa?) Willst du etwas trinken? (Aussprache cosa: [koh'se])
- M’ podê j’dó-b’? („Mim poder ajudar vós“ / Posso ajudar-te?) Kann ich dir helfen? (Verb: j'dá)
- Bô pintá únha?  („Vós pintar unha“ / Tu pintaste as unhas?) Hast du die Nägel lackiert (angemalt)?

### Verb „Sein“
- M’ tâ cansód’. („Mim está cansado“ / Eu estou cansado.) Ich bin müde.
- Bô tâ c’ fôm’? („Vós estar com fome“ / Tu estás com fome?.) Bist du hungrig? (Aussprache tâ c': [tökk])
- Êss’ ê barót’. („Esse é barato“ / Isto é barato.) Dies ist billig.

### Verschiedene Beispiele
- Cordá-’l d’vagarím. („Acordar ele devagarinho“ / Acorda-o devagarinho.) Weck ihn langsam auf.
- Nô levá êss’-li.  („Nós levar esse ali“ / Levemos este.) Wir nehmen dieses hier.
- M’ squ’cê-’l.  („Mim esquecer ele“ / Eu esqueci-o.) Ich habe es vergessen. (Aussprache: [M schkssel])

## Unterschiede zwischen den verschiedenen Kreols
- Sotavento-Kreols: Santiago (ST), Maio, Fogo (FO) und Brava
- Barlavento-Kreols: São Vicente (SV), São Nicolau (SN), Sal, Boa Vista und Santo Antão (SA)

| ST                                       | SV                                              | SN                                              | SA                                              | FO                                       | Deutsch                      |
| ---------------------------------------- | ----------------------------------------------- | ----------------------------------------------- | ----------------------------------------------- | ---------------------------------------- | ---------------------------- |
| Ês flâ-m’. [es flɐ̃]                      | Ês dzê-m’. [eʒ dzem]                            | Ês fló-m’. [es flɔm]                            | Ês dzê-m’. [eʒ dzem]                            | Ês frâ-m’. [es fɾɐ̃]                      | Sie sagten mir.              |
| Bú câ ê bunítu. [bu kɐ e buˈnitu]        | Bô câ ê b’nít’. [bo kɐ e bnit]                  | Bô câ ê b’nít’. [bo kɐ e bnit]                  | Bô n’ ê b’nít’. [bo ne bnit]                    | Bú câ ê bunítu. [bu kɐ e buˈnitu]        | Du bist nicht schön.         |
| câ [kɐ]                                  | câ [kɐ]                                         | câ [kɐ]                                         | n’ [n]                                          | câ [kɐ]                                  | nicht                        |
| M’ câ sâbi. [ŋ kɐ ˈsɐbi]                 | M’ câ sabê. [m kɐ sɐˈbe]                        | M’ câ sabê. [m kɐ sɐˈbe]                        | Mí n’ séb’. [mi n sɛb]                          | M’ câ sabê. [ŋ kɐ sɒˈbe]                 | Ich weiß nicht.              |
| ’Módi qu’ ê bú nómi? [ˈmɔdi ke bu ˈnɔmi] | Qu’ manêra qu’ ê bô nôm’? [k mɐˈneɾɐ ke bo nom] | Qu’ manêra qu’ ê bô nôm’? [k mɐˈneɾɐ ke bo nom] | Qu’ menêra qu’ ê bô nôm’? [k meˈneɾɐ ke bo nom] | Cumó’ qu’ ê bú nômi? [kuˈmɔ ke bu ˈnomi] | Wie ist dein Name?           |
| Bú pôdi djudâ-m’? [bu ˈpodi ʤuˈdɐ̃]       | Bô podê j’dá-m’? [bo poˈde ʒdam]                | Bô podê j’dó-m’? [bo poˈde ʒdɔm]                | Bô podê j’dé-m’? [bo poˈde ʒdɛm]                | Bú podê djudâ-m’? [bu poˈde ʤuˈdɐ̃]       | Kannst du mir helfen?        |
| Spía li! [spˈiɐ li]                      | Spiá li! [ʃpiˈa li]                             | Spiâ li! [spiˈɐ li]                             | Spiá li! [ʃpiˈa li]                             | Spiâ lí! [spiˈɐ li]                      | Schau hier!                  |
| M’ cánta. [ŋ ˈkãtɐ]                      | M’ cantá. [m kɐ̃ˈta]                             | M’ cantâ. [m kɐ̃ˈtɐ]                             | M’ cantá. [m kãˈta]                             | M’ cantâ. [ŋ kɒ̃ˈtɐ]                      | Ich habe gesungen.           |
| M’ tâ cánta. [n tɐ ˈkãtɐ]                | M’ tâ cantá. [m tɐ kɐ̃ˈta]                       | M’ tâ cantâ. [m tɐ kɐ̃ˈtɐ]                       | M’ tâ cantá. [m tɐ kãˈta]                       | M’ tâ cantâ. [n tɐ kɒ̃ˈtɐ]                | Ich singe                    |
| M’ sâ tâ cánta. [ƞ sɐ ta ˈkãtɐ]          | M’ tí tâ cantá. [m ti tɐ kɐ̃ˈta]                 | M’ tâ tâ cantâ. [m tɐ tɐ kɐ̃ˈtɐ]                 | M’ tí tâ cantá. [m ti tɐ kãˈta]                 | M’ stâ cantâ. [ƞ sta kɒ̃ˈtɐ]              | Ich singe (in diesen Moment) |
| mudjêr [muˈʤeɾ]                          | m’djêr [mʤeɾ]                                   | m’djêr [mʤeɾ]                                   | m’liêr [mljeɾ]                                  | mudjê’ [muˈʤe]                           | Frau                         |
| pamódi quí? [pɐˈmɔdi ki]                 | mód’quê qu’? [mɔdˈke k]                         | mód’quê qu’? [mɔdˈke k]                         | mód’quê qu’? [mɔdˈke k]                         | pamodê quí? [pɒmɔˈde ki]                 | warum?                       |
| scrêbi [ˈskɾebi]                         | screvê [ʃkɾeˈve]                                | screbê [skɾeˈbe]                                | screvê [ʃkɾeˈve]                                | screbê [skɾeˈbe]                         | schreiben                    |
| góssi [ˈɡɔsi]                            | grinhassím [ɡɾiɲɐˈsĩ]                           | grinhassím [ɡɾiɲɐˈsĩ]                           | grinhessím [ɡɾiɲeˈsĩ]                           | gossím [ɡɔˈsĩ]                           | jetzt                        |
| pôrcu [ˈpoɾku]                           | tchúc’ [ʧuk]                                    | pôrcu [ˈpoɾku]                                  | tchúc’ [ʧuk]                                    | pôrcu [ˈpoɾku]                           | Schwein                      |
| cônxi [ˈkõʃi]                            | conxê [kõˈʃe]                                   | conxê [kõˈʃe]                                   | conxê [kõˈʃe]                                   | conxê [kõˈʃe]                            | kennen                       |
| dêxa [ˈdeʃɐ]                             | d’xá [ʧa]                                       | d’xâ [ʧɐ]                                       | d’xá [ʧa]                                       | Dixâ [diˈʃɐ]                             | lassen                       |
| Dexâ-m’ quétu! [deˈʃɐ̃ ˈkɛtu]             | D’xá-m’ quêt’! [ʧam ket]                        | D’xó-m’ quêt’! [ʧɔm ket]                        | D’xé-m’ quêt’! [ʧɛm ket]                        | Dixâ-m’ quétu! [diˈʃɐ̃ ˈkɛtu]             | Lass mich ruhig!             |
| dóxi [ˈdɔʃi]                             | dôç’ [dos]                                      | dôç’ [dos]                                      | dôç’ [dos]                                      | dôci [ˈdosi]                             | süß                          |
| ôbi [ˈobi]                               | uví [uˈvi]                                      | uví [uˈvi]                                      | uví [uˈvi]                                      | obí [oˈbi]                               | hören                        |
| bôta [ˈbotɐ]                             | b’tá [pta]                                      | b’tâ [ptɐ]                                      | b’tá [pta]                                      | botâ [boˈtɐ]                             | werfen, legen                |
| xúju / xúxu [ˈʃuʒu] / [ˈʃuʃu]            | xúj’ [ʃuʒ]                                      | xúj’ [ʃuʒ]                                      | xúj’ [ʃuʒ]                                      | xúju [ˈʃuʒu]                             | schmutzig                    |
| flâ [flɐ]                                | dze [dze]                                       | flâ [flɐ]                                       | dze [dze]                                       | frâ [fɾɐ]                                | sagen                        |
| cúlpa [ˈkulpɐ]                           | cúlpa [ˈkulpɐ]                                  | cúlpa [ˈkulpɐ]                                  | cúlpa [ˈkulpɐ]                                  | cúrpa [ˈkuɾpɐ]                           | Schuld                       |
| bú amígu [bu ɐˈmigu]                     | bô amíg’ [bo ɐˈmiɡ]                             | bô amígu [bo ɐˈmiɡu]                            | bô emíg’ [bo eˈmiɡ]                             | bú amígu [bu ɒˈmigu]                     | dein Freund                  |
| bíra [ˈbiɾɐ]                             | v’rá [vɾa]                                      | b’râ [bɾɐ]                                      | v’rá [vɾa]                                      | birâ [biˈɾɐ]                             | sich drehen                  |
| sucúru [suˈkuru]                         | scúr’ [ʃkur]                                    | scúr’ [skur]                                    | scúr’ [ʃkur]                                    | scúru [ˈskuru]                           | dunkel                       |
| Alê-m’ li! [ɐˈlẽ li]                     | Olí-m’ li! [oˈlim li]                           | Alí-m’ li! [ɐˈlim li]                           | Olí-m’ li! [oˈlim li]                           | Alí-m’ li! [ɐˈlĩ li]                     | Hier bin ich!                |